# Kambangan (Blado)
Kambangan is een bestuurslaag in het regentschap Batang van de provincie Midden-Java, Indonesië. Kambangan telt 4373 inwoners (volkstelling 2010).